# Linea Ueno-Tokyo
La linea Ueno-Tokyo (上野東京ライン?, Ueno-Tōkyō Rain) è una linea ferroviaria all'interno della città di Tokyo, in Giappone, realizzata dalla JR East per permettere alle linee Utsunomiya, Takasaki e Jōban, attualmente terminanti alla stazione di Ueno, di proseguire fino alla stazione di Tokyo e quindi sulla linea principale Tōkaidō verso Yokohama. In fase progettuale la linea era denominata linea Tōhoku trasversale (東北縦貫線?, Tōhoku Jūkan-sen).

## Storia
La linea principale Tōhoku univa Ueno a Tokyo prima e dopo la seconda guerra mondiale. Prima del conflitto la linea era usata solo per i servizi merci, ma gli Alleati spinsero affinché, dopo la guerra, la linea venisse usata anche per i servizi passeggeri, e questo portò a diversi servizi diretti fra gli anni cinquanta e gli anni settanta. Tuttavia il segmento fra Ueno e Tokyo venne chiuso nel gennaio 1983, e smantellato fra Akihabara e Kanda, per creare spazio per l'estensione del Tōhoku Shinkansen da Ueno a Tokyo, che iniziò nel 1991.
Nel 2000, il governo suggerì di ripristinare il collegamento fra Ueno e Tokyo entro il 2015, e così JR East annunciò ufficialmente il progetto il 27 marzo 2002. Il progetto ricevette supporto dai diversi governi locali, e in particolare nella prefettura di Saitama e nella prefettura di Ibaraki, nonché diverse aree a nord di Tokyo. Tuttavia i residenti locali manifestarono preoccupazioni per l'impatto visivo e il rischio sismico, e presentarono un ricorso alla corte di Tokyo nel 2007. Il ricorso venne tuttavia rigettato nel 2012. Il progetto doveva inizialmente essere portato a termine per l'anno fiscale 2013, ma il terremoto e maremoto del Tōhoku del 2011 causò ritardi e complicazioni, che portarono l'apertura a essere programmata con un anno di ritardo.
La costruzione della linea è iniziata il 30 maggio 2008, e il 14 marzo 2015 la linea è stata aperta, a un costo di circa 40 miliardi di yen. Questo nuovo segmento ha ridotto la congestione delle linee Yamanote e Keihin-Tōhoku, e ridotto i tempi di viaggio fra Ōmiya e Tokyo di circa 11 minuti.
Nel gennaio 2014 Tetsurō Tomita, il presidente della JR East, ha affermato che la società sta anche considerando l'integrazione della linea Ueno-Tokyo con un'eventuale diramazione per l'Aeroporto di Tokyo Haneda da realizzarsi in futuro.

## Percorso
A partire dalla stazione di Ueno, il progetto ha consistito nel riallineamento di 2,5 km di binari preesistenti, che in origine univano Ueno con la stazione di Kanda, ma vennero eliminati per permettere il passaggio dei binari del Tōhoku Shinkansen fino a Tokyo. La sezione fra Kanda e Tokyo invece è stata realizzata ex novo, con un viadotto di 1,3 km passante a sua volta sopra il viadotto Shinkansen. Questi lavori sono stati resi più semplici da una predisposizione effettuata durante i lavori di estensione dello Shinkansen.
In congiunzione con il progetto della linea Ueno-Tokyo, JR East sta realizzando una serie di infrastrutture di inversione alla stazione di Shinagawa, per permettere ai treni provenienti da Ueno di terminare qui e quindi ritornare verso nord.

## Servizi
I treni provenienti dalle linee Utsunomiya, Jōban e Takasaki, proseguono senza alcuna fermata intermedia fino alla stazione di Tokyo, e quindi, via la linea principale Tōkaidō, verso Shinagawa e la stazione di Yokohama. Inizialmente efino a 15 treni all'ora durante l'ora di punta, in seguito aumentati a 20 treni all'ora (uno ogni 3 minuti) a partire dal 2016.

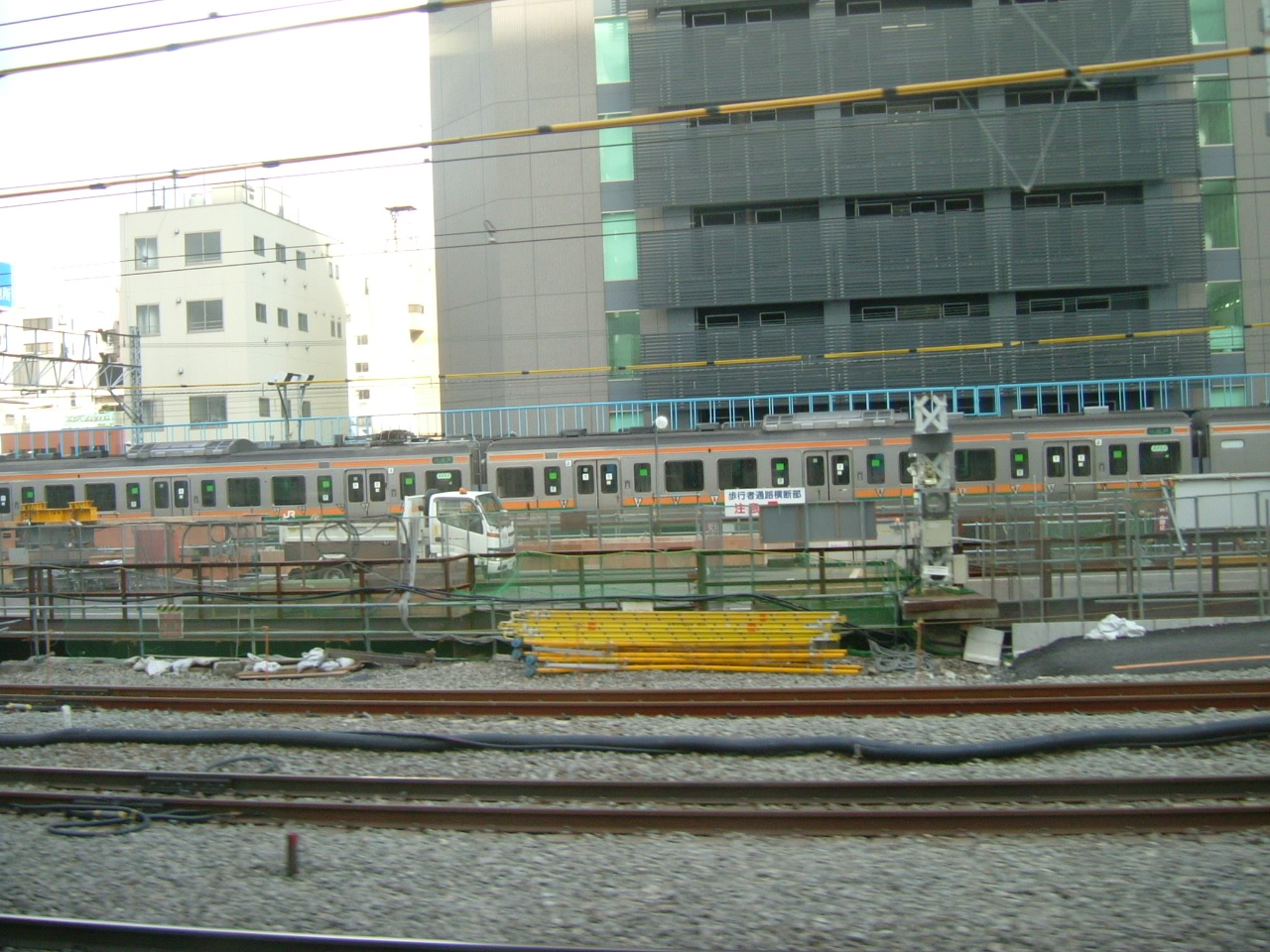
Vista del percorso a sud di Akihabara
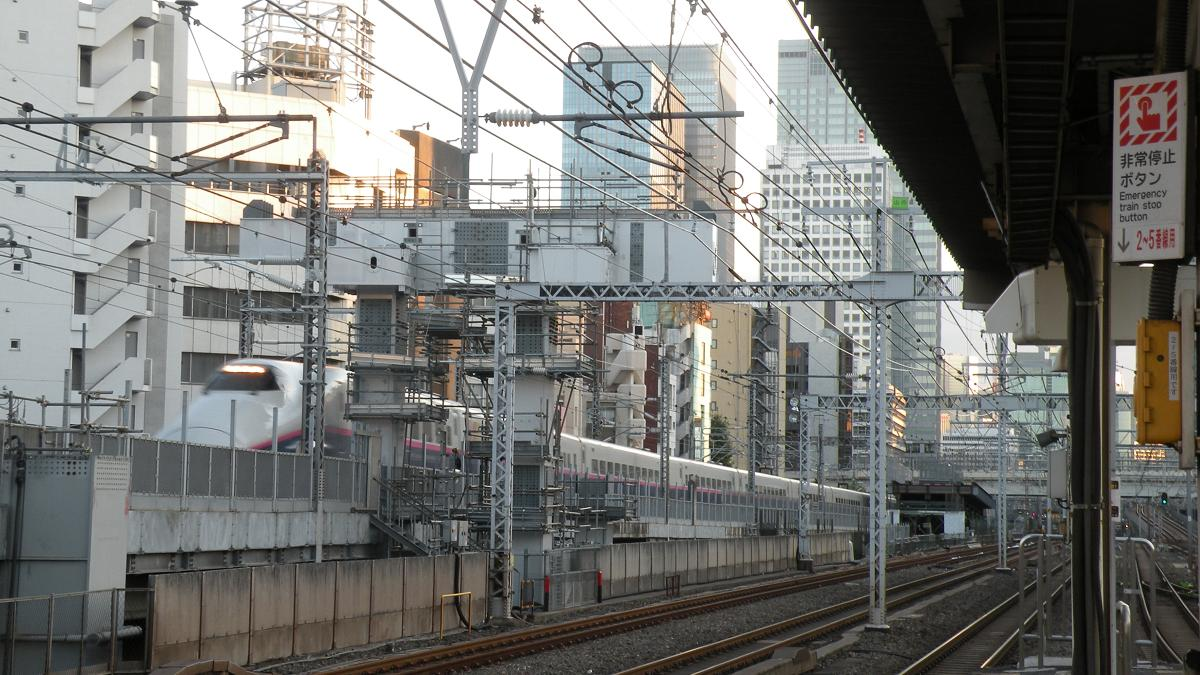
Le banchine della stazione di Kanda, ottobre 2009. All'epoca era in costruzione un pilone per sorreggere l'impalcato della linea Ueno-Tokyo. In secondo piano si può notare una struttura a rampa.
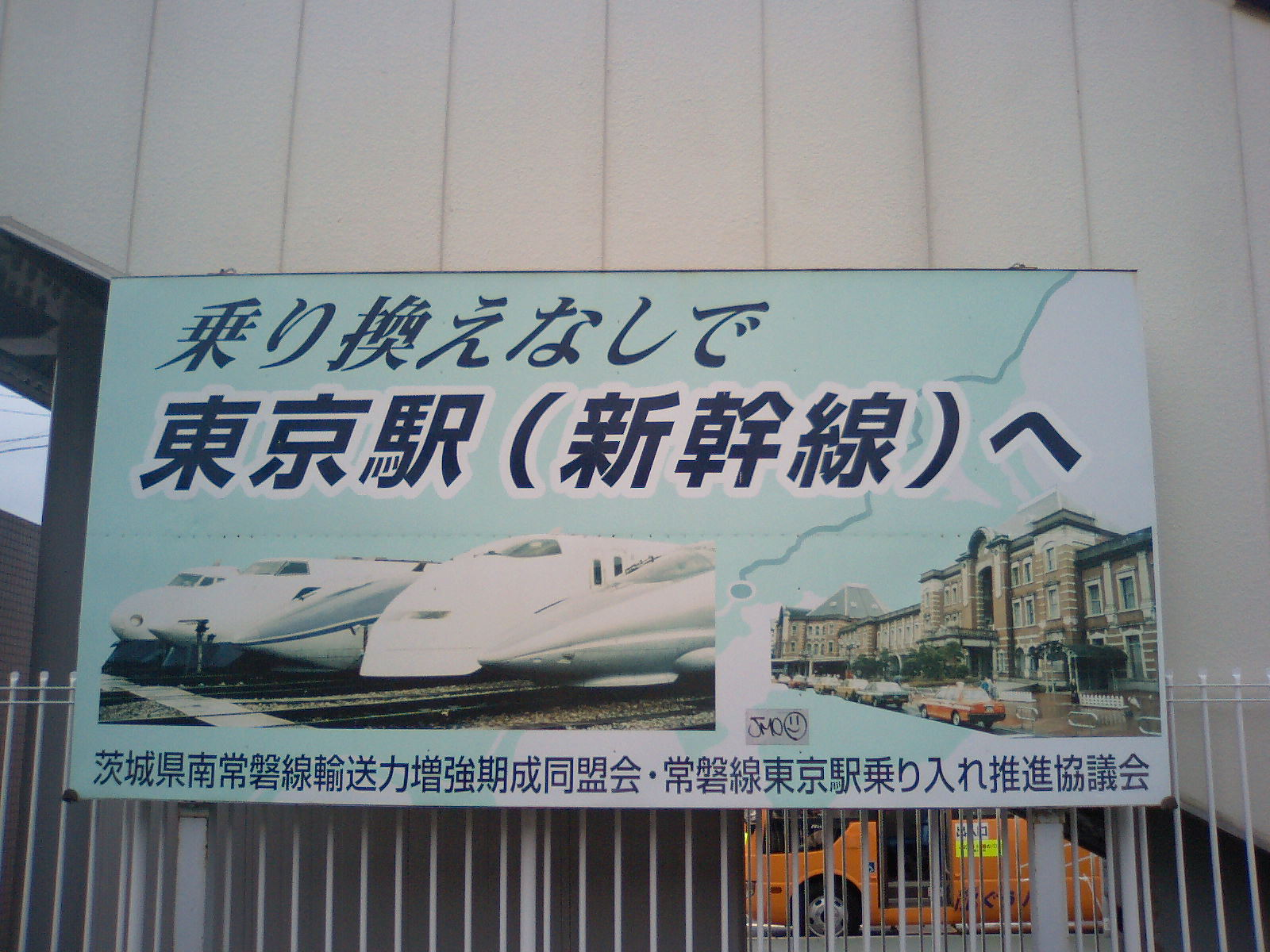
Cartello presso la stazione di Sanuki, sulla linea Jōban che promuove il completamento della linea, recitante Senza cambi, alla stazione di Tokyo, allo Shinkansen.
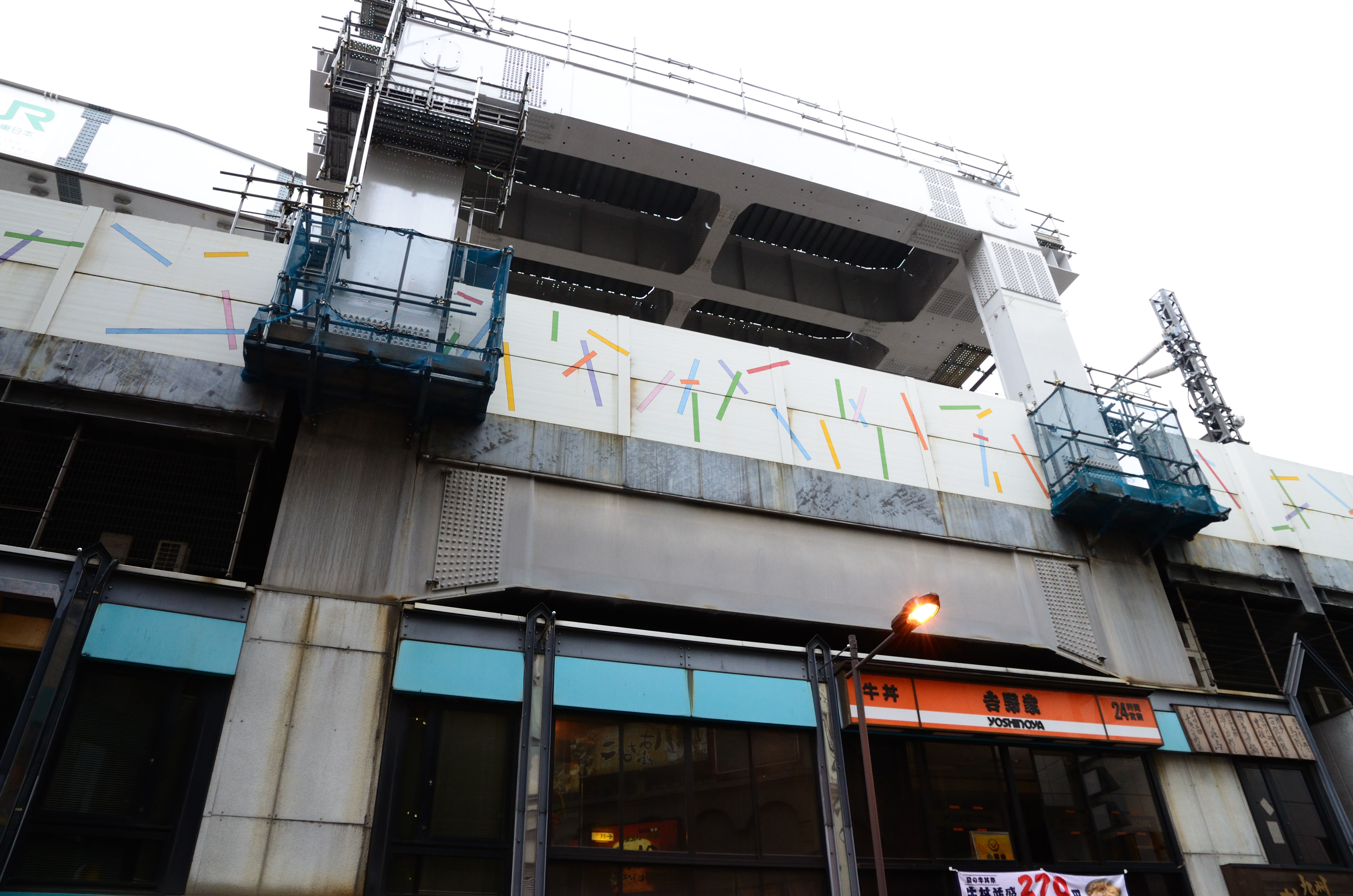
Sezione sopraelevata della linea Ueno-Tokyo in costruzione sopra i binari dello Shinkansen, nell'agosto 2011.